# Scotura distinguenda
Scotura distinguenda är en fjärilsart som beskrevs av Louis Beethoven Prout 1918. Scotura distinguenda ingår i släktet Scotura och familjen tandspinnare. Inga underarter finns listade.